# SS Doric (1883)
SS Doric byl parník vybudovaný roku 1883 v loděnicích Harland & Wolff v Belfastu pro společnost White Star Line. Společně s Coptikem a Ionikem byl pronajat společnosti New Zealand Shipping Co., pod kterou plul na lince Velká Británie - Nový Zéland. Později byl prodán společnosti Shaw Savill & Albion a poté Occidental and Oriental Lines na linky do Hongkongu. Poté plul kolem Číny. V roce 1906 byl prodán společnosti Pacific Mail Company a přejmenován na Asia.